# Rojin Potok
Rojin Potok je naseljeno mjesto u općini Kakanj, Federacija Bosne i Hercegovine, BiH.
Nalazi se na zapadnoj obali rijeke Ribnice.

## Stanovništvo

### 1991.
Nacionalni sastav stanovništva 1991. godine, bio je sljedeći:
ukupno: 204
- Muslimani – 163
- Hrvati – 29
- Srbi – 1
- Jugoslaveni – 3
- ostali, neopredijeljeni i nepoznato – 8

### 2013.
Nacionalni sastav stanovništva 2013. godine, bio je sljedeći:
ukupno: 162
- Bošnjaci – 159
- ostali, neopredijeljeni i nepoznato – 3